# Rafael Caldera

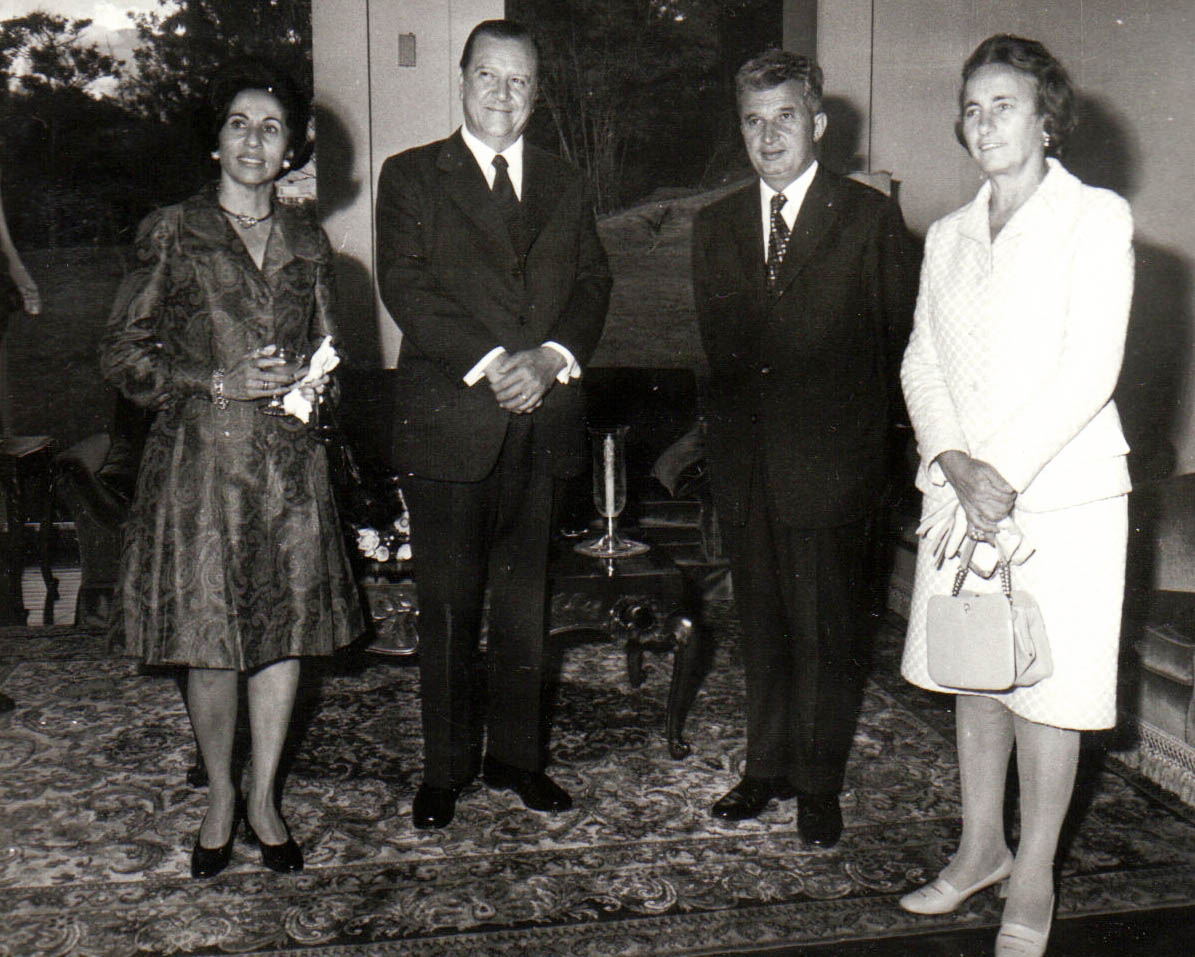
Alicia Pietri de Caldera, Rafael Caldera, Nicolae și Elena Ceaușescu, la Caracas, în 1973.

Rafael Antonio Caldera Rodríguez (n. 24 ianuarie 1916, San Felipe, Yaracuy, Venezuela – d. 24 decembrie 2009, Caracas, Venezuela) a fost un profesor universitar de sociologie și drept și politician venezuelean, președintele Venezuelei în perioada 11 martie 1969–12 martie 1974 și 2 februarie 1994–2 februarie 1999, senator în perioada 1974–1994.